# Sauron (djur)
Sauron är ett släkte av spindlar. Sauron ingår i familjen täckvävarspindlar.
Kladogram enligt Catalogue of Life:
| Sauron | \| \| Sauron fissocornis \| \| \| \| \| \| Sauron rayi \| \| \| \| |
|        | \| \| Sauron fissocornis \| \| \| \| \| \| Sauron rayi \| \| \| \| |
|        | Sauron fissocornis                                                 |
|        |                                                                    |
|        | Sauron rayi                                                        |
|        |                                                                    |